# Lee Pui Ming
Lee Pui Ming (李佩鸣; cantonés:. Lei5 Pui3 Ming4, (1956) es una cantante, pianista y compositora de  Hong Kong. 

## Trayectoria
Su trabajo combina elementos de la música clásica contemporánea, el jazz y la música tradicional china. Ella es una de las figuras más destacadas del movimiento del jazz americano y asiático.
En 1976 llegó a los Estados Unidos para continuar sus estudios musicales, ganando títulos de licenciatura y maestría y aparte un doctorado. En 1985 se trasladó a Toronto, Ontario, Canadá y se convirtió en una activista de la nueva música en la década de los años 1990. Ha realizado giras de conciertos por Asia y Canadá.
Su álbum de 1994, titulado "Nine-Fold Heart", fue nominado para el premio "Juno"· como Mejor Intérprete Global.
Lee Pui Ming ha compartido los escenarios con famosas estrellas de la música como Joëlle Léandre, Otomo Yoshihide, Chris Cutler, René Lussier, Jean Derome y Pierre Tanguay. También ha compuesto música para varias películas.

## Discografía
- 1991 - Ming (Pochee)
- 1994 - Nine-Fold Heart (Pochee)
- 1994 - Strange Beauty: New Music For Piano (Dorian)
- 1999 - Taklamakan (Pochee)
- 2002 - Who's Playing (Ambiances Magnétiques)